# Polymixis juditha
Polymixis juditha är en fjärilsart som beskrevs av Otto Staudinger 1897. Polymixis juditha ingår i släktet Polymixis och familjen nattflyn. Inga underarter finns listade i Catalogue of Life.